# Elián González

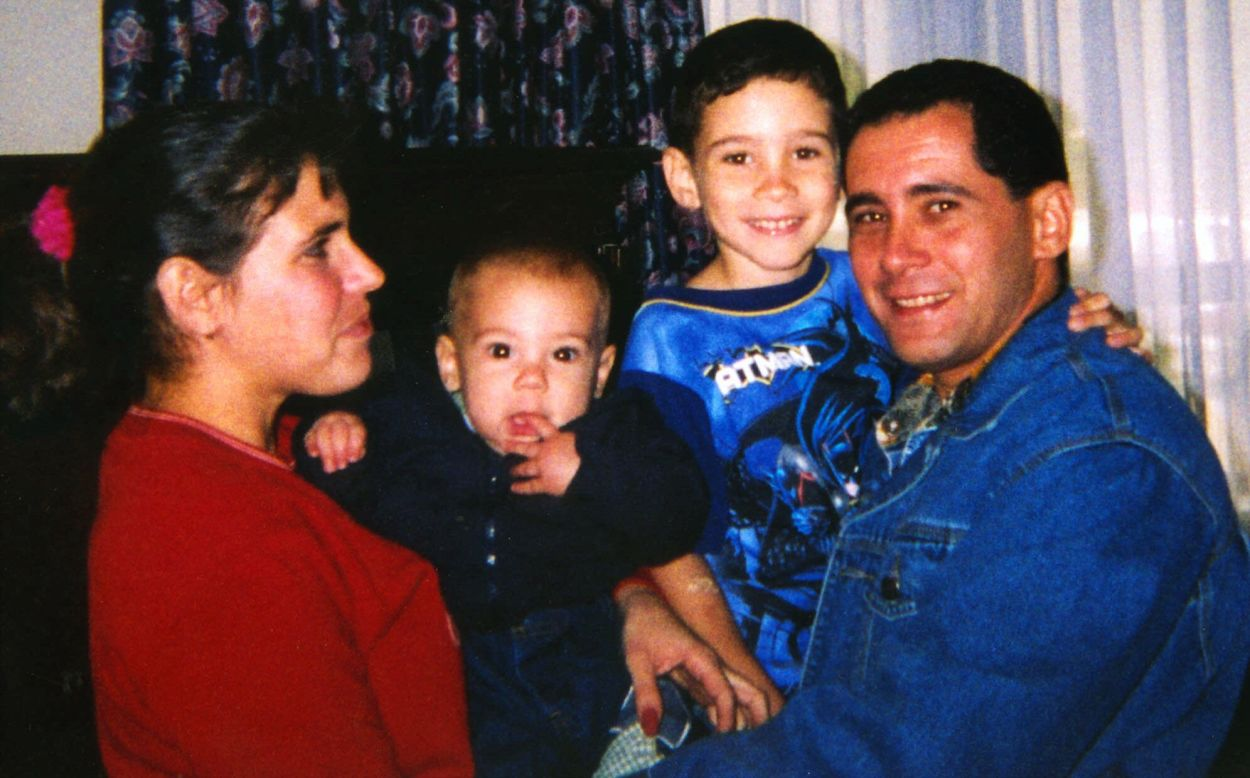
Elián (tweede van rechts) bij de hereniging met zijn vader op 22 april 2000, Andrews Air Force Base in Maryland

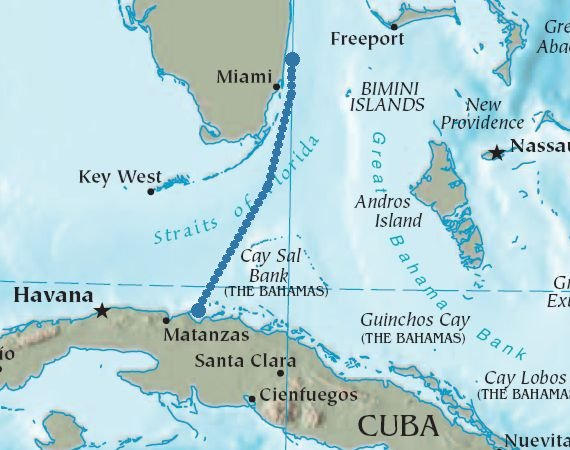
De reis van Elián met zijn moeder

Elián González (6 december 1993) is een Cubaans staatsburger die als jongetje van 5 het onderwerp was van een internationaal conflict over zijn verblijfsstatus. Zijn moeder kwam om in een schipbreuk tijdens haar vlucht in een primitieve boot naar de Verenigde Staten.
Nadat Elián, die door zijn moeder was meegenomen, in Florida arriveerde, eiste zijn vader, Juan Miguel González, dat hij naar hem zou terugkeren. De familie van de moeder in de VS wilde hem echter (ook na diverse rechterlijke uitspraken) bij zich houden.
Op 22 april 2000 stormden US Marshals het huis van Eliáns oudoom binnen om de rechterlijke beslissingen uit te voeren. Uiteindelijk keerde Elián terug naar zijn vader in Cuba.
In de zaak moesten asielrechten het opnemen tegen de beoordeling van het recht van Elián om door zijn vader te worden verzorgd en het zonder toestemming van de vader meenemen van het kind door de moeder (ontvoering).
De affaire leidde in 1999 en 2000 tot een oplaaien van de historische spanningen tussen Cuba en de VS en een groot mediaspektakel in de verblijfplaats Miami.
De Cubaanse staatskrant Granma maakte op 16 juni 2008 bekend dat de toen 14-jarige Elián lid was geworden van de Vereniging van Jonge Communisten, de jeugdafdeling van de Communistische Partij van Cuba. In april 2010 gaf het staatspersbureau foto's vrij van de 16-jarige Elián die in een legergroen schooluniform een communistisch jeugdcongres bijwoont.
Eind juni 2023 werd González op 29-jarige leeftijd parlementslid in Cuba als vertegenwoordiger van de stad Cárdenas. Hij heeft een dochter.